# Heinz Ockermüller
Heinz Ockermüller (* 23. Januar 1921 in Wiener Neustadt; † 14. Mai 1994 in Wien) war ein österreichischer Bühnenbildner und Filmarchitekt.

## Leben und Wirken
Ockermüller erhielt seine berufliche Ausbildung an der Akademie der bildenden Künste (Abschluss: Magister). In den frühen 1950er Jahren knüpfte er Kontakte zu Theater und Film. Ockermüller wurde als Bühnenbildner an Spielstätten sowohl in Wien (Neues Theater in der Scala) als auch in der Provinz (Burgenländische Landesbühne in Eisenstadt) beschäftigt.
Beim Film war er nur zehn Jahre tätig. Anfänglich an der Seite des Kollegen Sepp Rothauer aktiv, setzte Heinz Ockermüller ab 1956 regelmäßig die Entwürfe seines Kollegen Fritz Mögle um. Seine letzte wichtige Arbeit waren die Kulissen zu Rolf Thieles Lulu-Adaption.
Ockermüller wurde 13 Tage nach seinem Tod auf dem Ottakringer Friedhof beerdigt.

## Filmografie
Kinofilme, wenn nicht anders angegeben
- 1953: Geh mach Dein Fensterl auf
- 1953: Kaiserwalzer
- 1955: Ihr erstes Rendezvous
- 1955: Die Wirtin zur Goldenen Krone
- 1956: Husarenmanöver
- 1956: Wo die Lerche singt
- 1957: Mit Rosen fängt die Liebe an
- 1957: Noch minderjährig (Unter Achtzehn)
- 1958: Im Prater blüh’n wieder die Bäume
- 1958: Der veruntreute Himmel
- 1959: Die unvollkommene Ehe
- 1959: Ich heirate Herrn Direktor
- 1960: Das große Wunschkonzert
- 1961: Mann im Schatten
- 1962: Kaiser Joseph und die Bahnwärterstochter (Fernsehfilm)
- 1962: Lulu